# Interdiction des plastiques à usage unique
 (octobre 2020).
Si vous disposez d'ouvrages ou d'articles de référence ou si vous connaissez des sites web de qualité traitant du thème abordé ici, merci de compléter l'article en donnant les références utiles à sa vérifiabilité et en les liant à la section « Notes et références ».

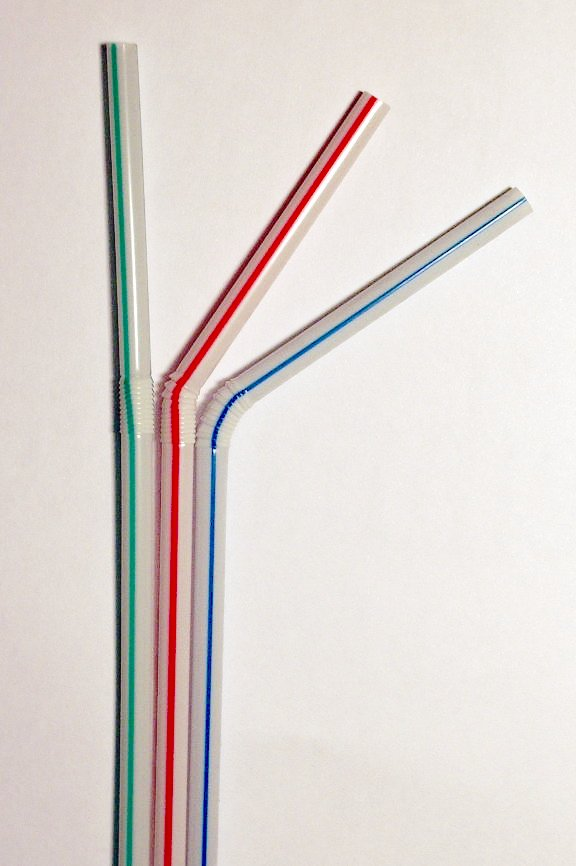
pailles en plastique, particulièrement symbolique de la proliférations des déchets plastiques

Les mesures d'interdiction des plastiques à usage unique sont des textes législatifs instaurés par plusieurs pays afin d’interdire la distribution d’objets jetables en plastique à partir du début des années 2010. Ces mesures sont principalement motivées par la prise de conscience des risques de la pollution plastique, particulièrement en milieu océanique.

## Juridictions européennes

### Union européenne
En 2019, au terme d'un processus législatif inhabituellement rapide, une procédure législative ordinaire européenne est adoptée interdisant, avec effet en 2021, une dizaine de catégorie d'articles en plastique à usage unique : vaisselle en plastique, cotons-tiges, gobelets, barquettes en polystyrène de la restauration à emporter.

## Juridictions africaines
En juillet 2019, grâce à l'action de l'écologiste Gloria Majiga-Kamoto, la Cour suprême du Malawi a statué que la fabrication, la commercialisation, la vente et l'utilisation de plastique à usage unique (60 micromètres ou moins) sont illégales.